# Tristan Anderson
Tristan Anderson (* 1971 in Kalifornien, Vereinigte Staaten) ist ein Aktivist des International Solidarity Movement (ISM) und Fotojournalist, der 2009 bei einer Demonstration gegen die israelische Sperranlage im Westjordanland durch eine Tränengasgranate schwer verletzt wurde.

## Wirken
Anderson engagierte sich vor dem Zwischenfall in den USA, in Mexiko, im Irak und in den Palästinensischen Autonomiegebieten als Aktivist und Reporter für soziale und ökologische Belange. Er gehörte zu einer Gruppe von Studenten, die von Anfang 2007 bis September 2008 versucht hatten, an der UC Berkley die Abholzung eines Eichenwäldchens zu verhindern, indem sie die Bäume dauerhaft bewohnten. Nach dem Ende der Baumbesetzung flog er 2009 nach Israel, um sich einer Reise seiner Freundin anzuschließen, die dort an einem „birthright trip“ für jüdische Amerikaner teilnahm.

## Vorfall in Ni'lin
Bekannt wurde Anderson, nachdem er am 13. März 2009 nach einer Demonstration gegen die israelische Sperranlage im palästinensischen Dorf Ni'lin westlich der Stadt Ramallah im Westjordanland lebensgefährliche Verletzungen durch eine israelische Tränengasgranate erlitt. Sie traf ihn, als er etwas abseits einer Demonstration stand, bei der es zuvor Zusammenstöße zwischen Protestierenden und der israelischen Armee gegeben hatte. Dabei waren nach israelischen Angaben Steine geworfen worden. Die Tränengasgranate wurde aus etwa 60 Meter Entfernung abgefeuert und traf Anderson in die Stirn über dem rechten Auge. In einem Interview des US-amerikanischen Politmagazins Democracy Now berichtete Andersons Partnerin Gabrielle Silverman, dass der palästinensische Krankenwagen, der den Verletzten zunächst aufgenommen hatte, von israelischen Soldaten am Ni'lin Checkpoint an der Einreise nach Israel gehindert wurde. Daher musste ein israelischer Krankenwagen gerufen werden, der nach ca. 15 Minuten eintraf und Anderson in ein Krankenhaus in Tel Aviv brachte.
Aufgrund seiner schweren Hirnverletzungen musste Anderson anschließend 15 Monate in einem Krankenhaus in der Nähe von Tel Aviv behandelt werden. Mehrere Notoperationen waren erforderlich. Die ersten sechs bis sieben Monate befand er sich in einem „minimally responsive state“ (minimal bewusster Zustand). Am 10. August 2009 wurde er einer weiteren Operation unterzogen, bei der der obere Teil seines Schädels, der vorher entfernt worden war, damit die Verletzungen des Gehirns besser ausheilen konnten, wieder eingesetzt wurde. Am 2. Juni 2010 konnte er in seine Heimat nach Grass Valley in Kalifornien, Vereinigte Staaten, zurückkehren. Anderson verlor die Sehkraft seines rechten Auges, die Kontrolle über seine linke Körperhälfte und sein Kurzzeitgedächtnis.

### Folgen
Das israelische Justiz-Ministerium teilte zunächst mit, dass keine Anklage erhoben würde, da keine Verletzungsabsicht bestanden habe. Die Familie ließ diese Entscheidung anfechten. Am 14. März 2010 wurden neue Ermittlungen aufgenommen. Die kalifornische Kongressabgeordnete Barbara Lee brachte am 28. April 2010 einen Resolutions-Entwurf in den Kongress ein, mit dem die Regierung der Vereinigten Staaten aufgefordert werden soll, die genauen Umstände des Vorfalls zu ermitteln sowie sicherzustellen, dass sich solch ein Unglücksfall nicht wiederhole.  Andersons israelische Anwälte legten gegen die Einstellung der Untersuchungen Beschwerde ein und warfen der Justiz schwerwiegende Versäumnisse vor. Am 24. Juni 2010 gab ein Sprecher des israelischen Justizministeriums bekannt, dass die Polizei mit der Untersuchung einiger Aspekte des Falles beauftragt worden sei.
Nach dem Schuss auf Anderson rief die israelische Menschenrechtsorganisation B’Tselem den obersten Militäranwalt Israels dazu auf, dafür zu sorgen, dass Tränengasgranaten nicht direkt auf Menschen geschossen werden dürfen. Medienberichten zufolge gibt es mehrere Fälle dieser Praxis der israelischen Armee zur Bekämpfung von Demonstrationen im Westjordanland.